# Loc-Brévalaire
Loc-Brévalaire [lɔk bʁevalɛʁ] (en breton : Loprevaler) est une commune du département du Finistère, dans la région Bretagne, en France.
Son nom vient du breton loc (lieu consacré)  et de saint Brévalaire, dit aussi saint Brendan.

## Langue bretonne
- L'adhésion à la charte Ya d'ar brezhoneg label 2 a été votée par le Conseil municipal le 20 octobre 2010.

## Géographie
|          | Kernilis        | Lanarvily  |
| Plouvien | Loc -Brévalaire |            |
|          | Plabennec       | Le Drennec |

### Hydrographie
Pour un article plus général, voir Réseau hydrographique du Finistère.
La commune est située dans le bassin Loire-Bretagne. Elle est drainée par l'aber Vrac'h et un autre petit cours d'eau,.
L'Aber-Wrac'h, d'une longueur de 33 km, prend sa source dans la commune de Trémaouézan et se jette  dans la Manche entre les communes de Landéda et de Plouguerneau, après avoir traversé dix communes.  Les caractéristiques hydrologiques de l'Aber Wrac'h sont données par la station hydrologique située sur la commune de Lanarvily. Le débit moyen mensuel est de 1,58 m3/s. Le débit moyen journalier maximum est de 15,5 m3/s, atteint lors de la crue du 7 février 2014. Le débit instantané maximal est quant à lui de 18,3 m3/s, atteint le même jour.

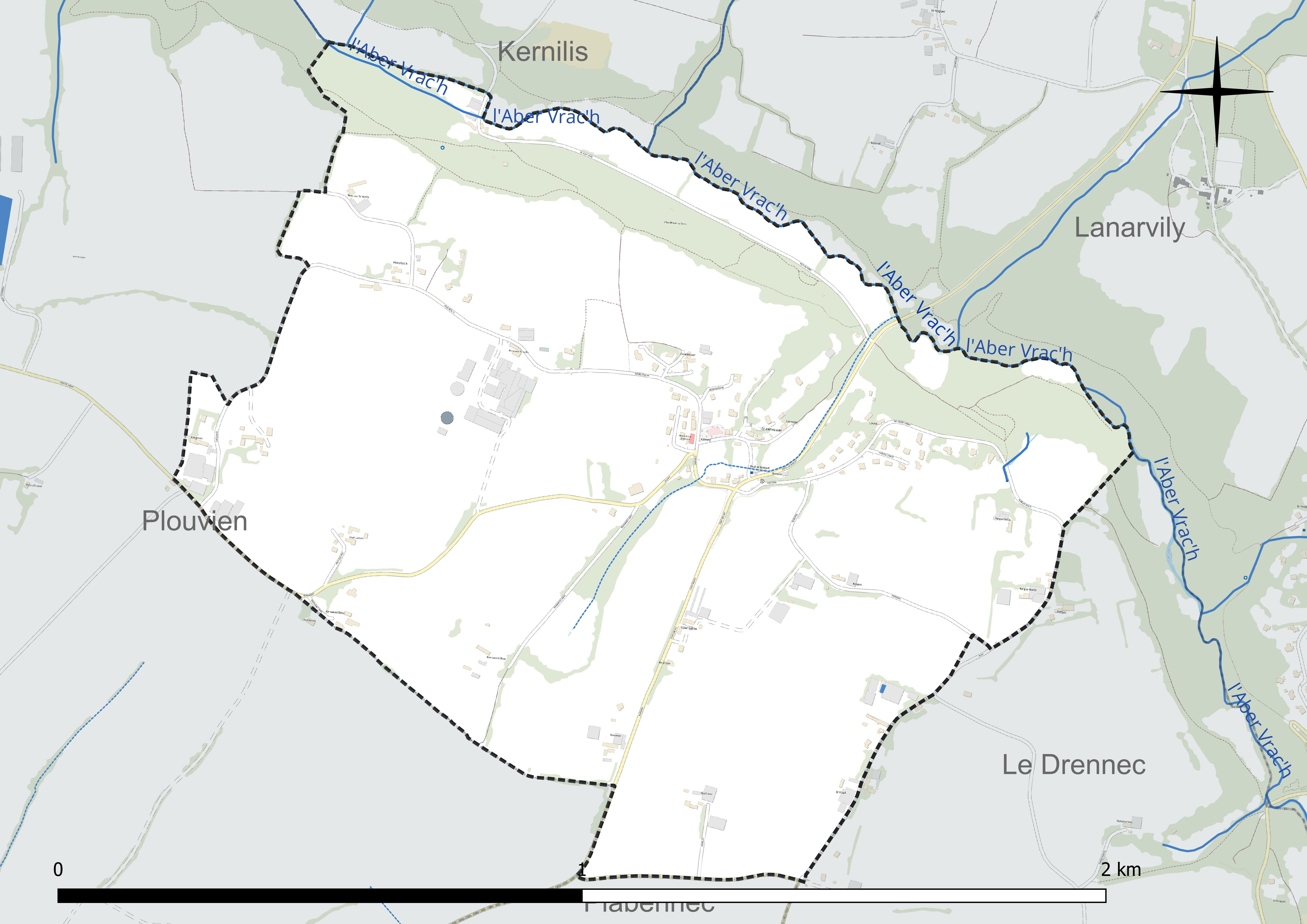
Réseau hydrographique de Loc-Brévalaire.

### Climat
Pour des articles plus généraux, voir Climat de la Bretagne et Climat du Finistère.
En 2010, le climat de la commune est de type climat océanique franc, selon une étude du CNRS s'appuyant sur une série de données couvrant la période 1971-2000. En 2020, Météo-France publie une typologie des climats de la France métropolitaine dans laquelle la commune est exposée à un climat océanique et est dans la région climatique  Finistère nord, caractérisée par une pluviométrie élevée, des températures douces en hiver (6 °C), fraîches en été et des vents forts. Parallèlement l'observatoire de l'environnement en Bretagne publie en 2020 un zonage climatique de la région Bretagne, s'appuyant sur des données de Météo-France de 2009. La commune est, selon ce zonage, dans la zone « Intérieur  », exposée à un climat médian, à dominante océanique.  
Pour la période 1971-2000, la température annuelle moyenne est de 11,8 °C, avec  une amplitude thermique annuelle de 9,4 °C. Le cumul annuel moyen de précipitations est de 1 013 mm, avec 16,2 jours de précipitations en janvier et 7,9 jours en juillet. Pour la période 1991-2020, la température moyenne annuelle observée sur la station météorologique la plus proche, située sur la commune de Ploudaniel à 7 km à vol d'oiseau, est de 11,6 °C et le cumul annuel moyen de précipitations est de 1 146,8 mm,. Pour l'avenir, les paramètres climatiques de la commune estimés pour 2050 selon différents scénarios d'émission de gaz à effet de serre sont consultables sur un site dédié publié par Météo-France en novembre 2022.

## Urbanisme

### Typologie
Au 1er janvier 2024, Loc-Brévalaire est catégorisée commune rurale à habitat dispersé, selon la nouvelle grille communale de densité à 7 niveaux définie par l'Insee en 2022.
Elle est située hors unité urbaine. Par ailleurs la commune fait partie de l'aire d'attraction de Brest, dont elle est une commune de la couronne,. Cette aire, qui regroupe 68 communes, est catégorisée dans les aires de 200 000 à moins de 700 000 habitants,.

### Occupation des sols
L'occupation des sols de la commune, telle qu'elle ressort de la base de données européenne d'occupation biophysique des sols Corine Land Cover (CLC), est marquée par l'importance des territoires agricoles (74 % en 2018), une proportion identique à celle de 1990 (74 %). La répartition détaillée en 2018 est la suivante : 
zones agricoles hétérogènes (71,2 %), zones urbanisées (15,1 %), forêts (10,9 %), terres arables (2,7 %). L'évolution de l'occupation des sols de la commune et de ses infrastructures peut être observée sur les différentes représentations cartographiques du territoire : la carte de Cassini (XVIIIe siècle), la carte d'état-major (1820-1866) et les cartes ou photos aériennes de l'IGN pour la période actuelle (1950 à aujourd'hui).

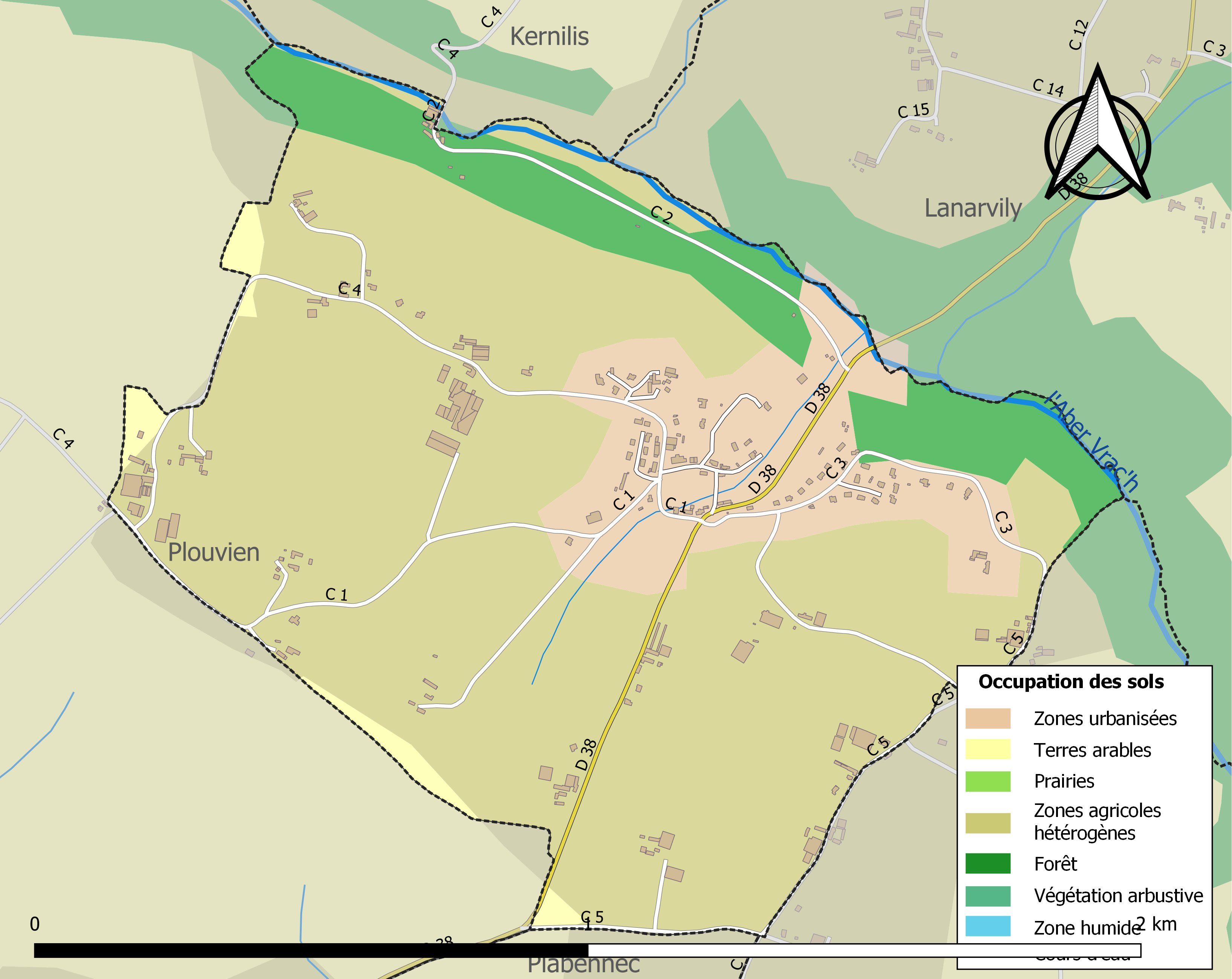
Carte des infrastructures et de l'occupation des sols de la commune en 2018 (CLC).

## Toponymie
Le nom de la localité est attesté sous la forme Loprevalarz en 1467, Loc Brevalazre en 1516, Locprevalazre en 1664, Locprevalayre en 1680.
Du breton Loc ou lok qui signifie ermitage et de saint Brévalaire.

## Histoire

### Antiquité
Une voie romaine venant de Vorganium (en Plounéventer) et se dirigeant vers Tolente (en Landéda) passait au sud de Loc-Brévalaire et au nord de Lannilis.

### Origines
Loc-Brévalaire est un démembrement de l'ancienne paroisse primitive de Plouvien. Loc-Brévalaire a pour origine une fondation monastique. En effet, au VIe siècle, un moine breton du nom de Brévalaire ou Brandan (signalé, sous la forme Brangualadre, dans les anciennes litanies du Missel de Saint-Vougay au XIe siècle), donne son nom à ce territoire. On prétend que Brandan aurait été un compagnon de Saint Sezny. Après avoir évangélisé la région de Kerlouan où il aurait accosté avec 70 de ses compagnons, saint Brévalaire se serait retiré en un ermitage construit en ce lieu pittoresque.
Dépendant, semble-t-il, en 1185 de l'abbaye de Saint-Mathieu, le territoire de Loc-Brévalaire est détaché de Plouvien vers 1415 par Alain de Kernazret (Alain du Refuge), seigneur de la Rue, évêque de Léon. En 1415, Loc-Brévalaire devient trève de Plouvien. Loc-Brévalaire est attestée comme paroisse dès le XVe siècle et dépend de l'ancien évêché de Léon.
On rencontre les appellations suivantes : Loprevalarz (en 1467), Loc Brevalazre (en 1516), Locprevalazre (en 1664), Locprevalayre (en 1680).

### Les seigneurs de Kernazret

#### Les seigneurs de Kernazret
Les seigneurs de Kernazret (paroisse de Loc-Brévalaire) étaient aussi seigneurs de Refuge (ou Minihy), terme breton qui signifie « asile » ou « refuge », n'importe qui pouvant y trouver refuge quels que soient les crimes ou délits qui leur étaient reprochés ; ce minihy était situé dans la paroisse de Plouvien ; les seigneurs de ce lieu se nommant « de Kernazret » (« du Refuge » en français) ; plusieurs d'entre eux sont connus, par exemple :
- Hervé Du Refuge, sieur de Kernazret, qui épouse vers 1358 Agace ;
- Alain Du Refuge, sieur de Menehy, qui épousa vers 1390 Thiéfaine du Chastel, fille de Tanneguy II du Chastel ;
- Hervé Du Refuge, sieur de Kernazret, qui épouse le 29 mai 1429 Adelice (Alix) de Coëtivy, fille d'Alain de Coëtivy et de Catherine du Chastel[19] ;
- Renaud Du Refuge, premier écuyer de Louis XI en 1472 ;
- Guy Du Refuge, surnommé l'écuyer Boucar, qui, sous les ordres de Bayard, commanda une bande de mille aventuriers pendant les guerres d'Italie ; il fut tué lors du siège de Novare en 1521 lors de la sixième guerre d'Italie (1521-1526).

### Époque moderne
En 1759, une ordonnance de Louis XV ordonne à la paroisse de Locbrevalaër [Loc-Brévalaire] de fournir 3 hommes et de payer 19 livres pour « la dépense annuelle de la garde-côte de Bretagne ».
La cure de Loc-Brévalaire était en 1786 l'une des plus pauvres du diocèse de Léon avec moins de 300 livres de revenu, pas plus que la portion congrue à cette date.

### LeXXesiècle

#### LaBelle Époque
Berthou, maire de Loc-Brévalaire, fit partie des onze maires du canton de Plabennec qui adressèrent en octobre 1902 une protestation au préfet du Finistère à propos de la circulaire interdisant l'usage de la langue bretonne dans les églises.

## Politique et administration

### Liste des maires

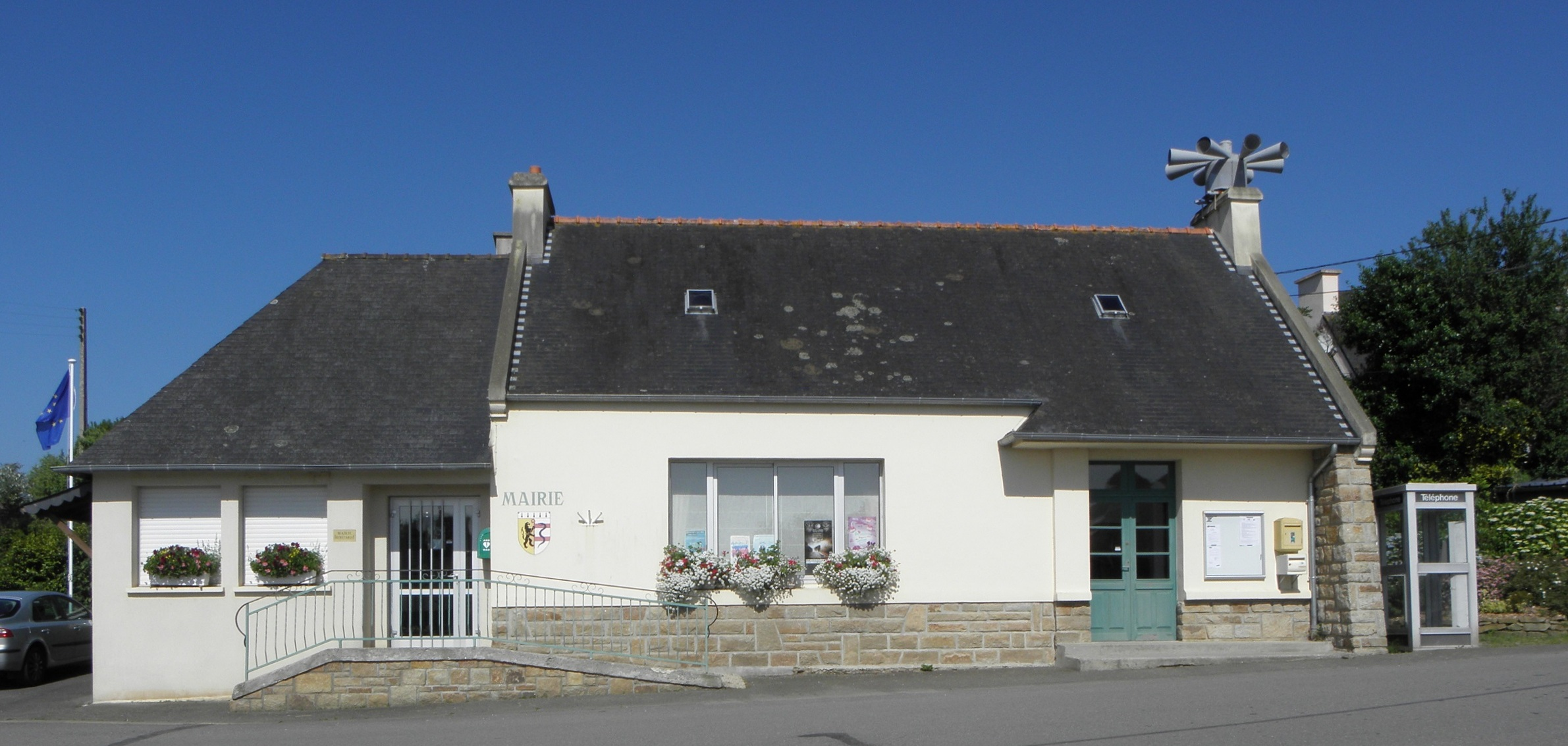
Mairie de Loc-Brévalaire.

| Période                                  | Période  | Identité           | Étiquette | Qualité |
| ---------------------------------------- | -------- | ------------------ | --------- | ------- |
| 2014                                     | En cours | Philippe Le Pollès |           | Artisan |
| Les données manquantes sont à compléter. |          |                    |           |         |

## Démographie
| 1793 | 1800 | 1806 | 1821 | 1831 | 1836 | 1841 | 1846 | 1851 |
| ---- | ---- | ---- | ---- | ---- | ---- | ---- | ---- | ---- |
| 225  | 218  | 227  | 206  | 222  | 239  | 236  | 243  | 251  |

| 1856 | 1861 | 1866 | 1872 | 1876 | 1881 | 1886 | 1891 | 1896 |
| ---- | ---- | ---- | ---- | ---- | ---- | ---- | ---- | ---- |
| 243  | 166  | 236  | 223  | 226  | 205  | 186  | 205  | 200  |

| 1901 | 1906 | 1911 | 1921 | 1926 | 1931 | 1936 | 1946 | 1954 |
| ---- | ---- | ---- | ---- | ---- | ---- | ---- | ---- | ---- |
| 213  | 220  | 227  | 244  | 192  | 220  | 222  | 213  | 203  |

| 1962 | 1968 | 1975 | 1982 | 1990 | 1999 | 2006 | 2008 | 2013 |
| ---- | ---- | ---- | ---- | ---- | ---- | ---- | ---- | ---- |
| 171  | 150  | 142  | 140  | 218  | 207  | 216  | 219  | 198  |

| 2018 | 2022 | - | - | - | - | - | - | - |
| ---- | ---- | - | - | - | - | - | - | - |
| 206  | 210  | - | - | - | - | - | - | - |

## Monuments
- L'église Saint-Brévalaire, construite au XVIe siècle et rénovée en 1910, possède un clocher trapu à tourelle d'escalier et à double étage, coiffé d'un lanternon. Sur sa plus haute pierre se trouve le blason de la famille Du Refuge, qui habitait le manoir de Kernazret (mot qui signifie en français « maison des serpents » ; ceux-ci devaient pulluler dans ces lieux jadis incultes, d'où la présence d'un reptile sur le blason de la commune. À l'intérieur de l'église se trouve une statue de saint Brévalaire[16].
- Le calvaire de saint Brévalaire dans le cimetière date aussi du XVIe siècle.
- La commune est traversée par une voie romaine qui permettait d'aller de Landerneau à l'Aber-Wrac'h. Au lieu-dit Kergroas, la voie bordait un camp retranché.
- Le monument aux morts de 1914-1918.

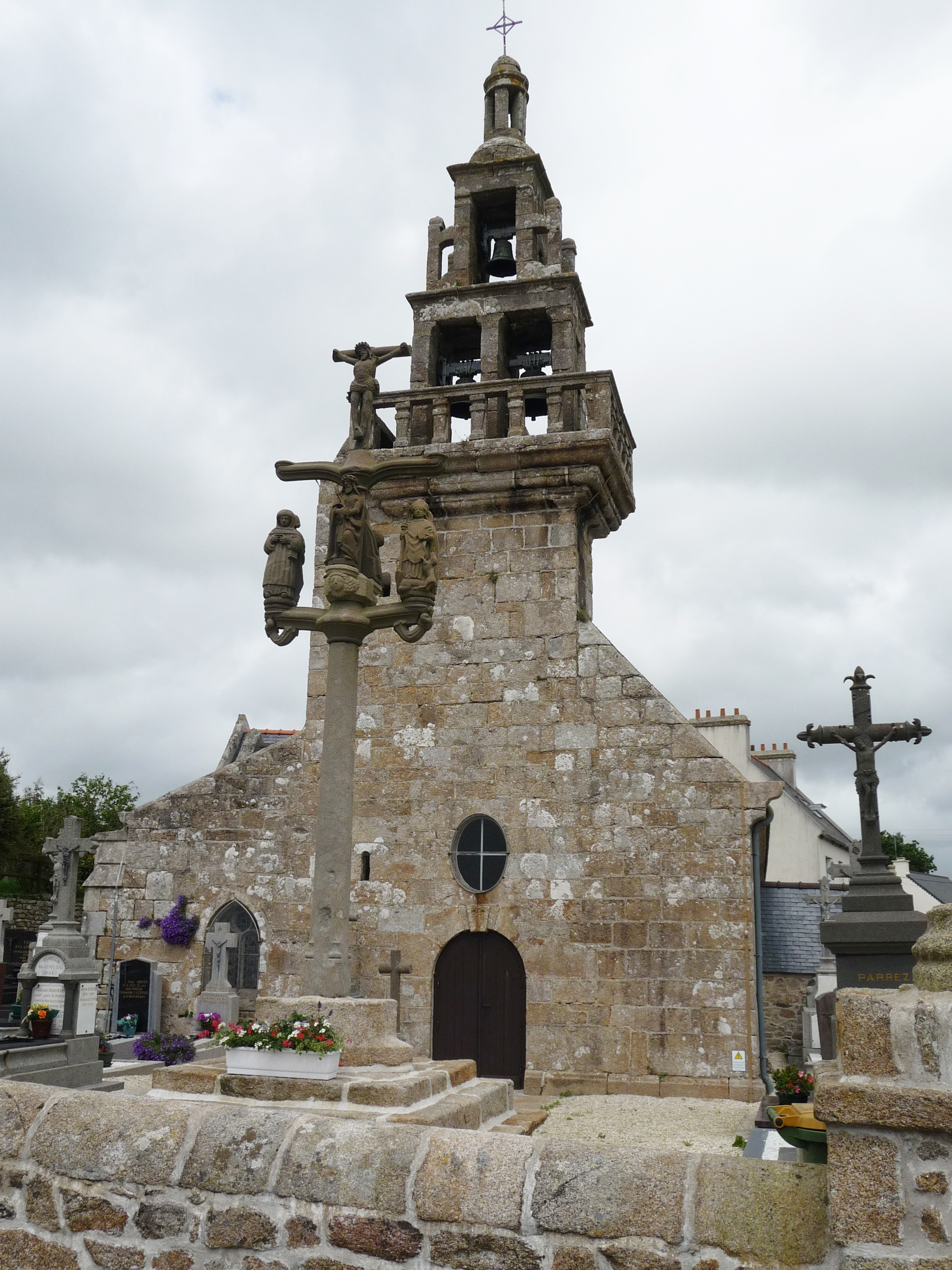
Loc-Brévalaire : la façade de l'église paroissiale et le calvaire.
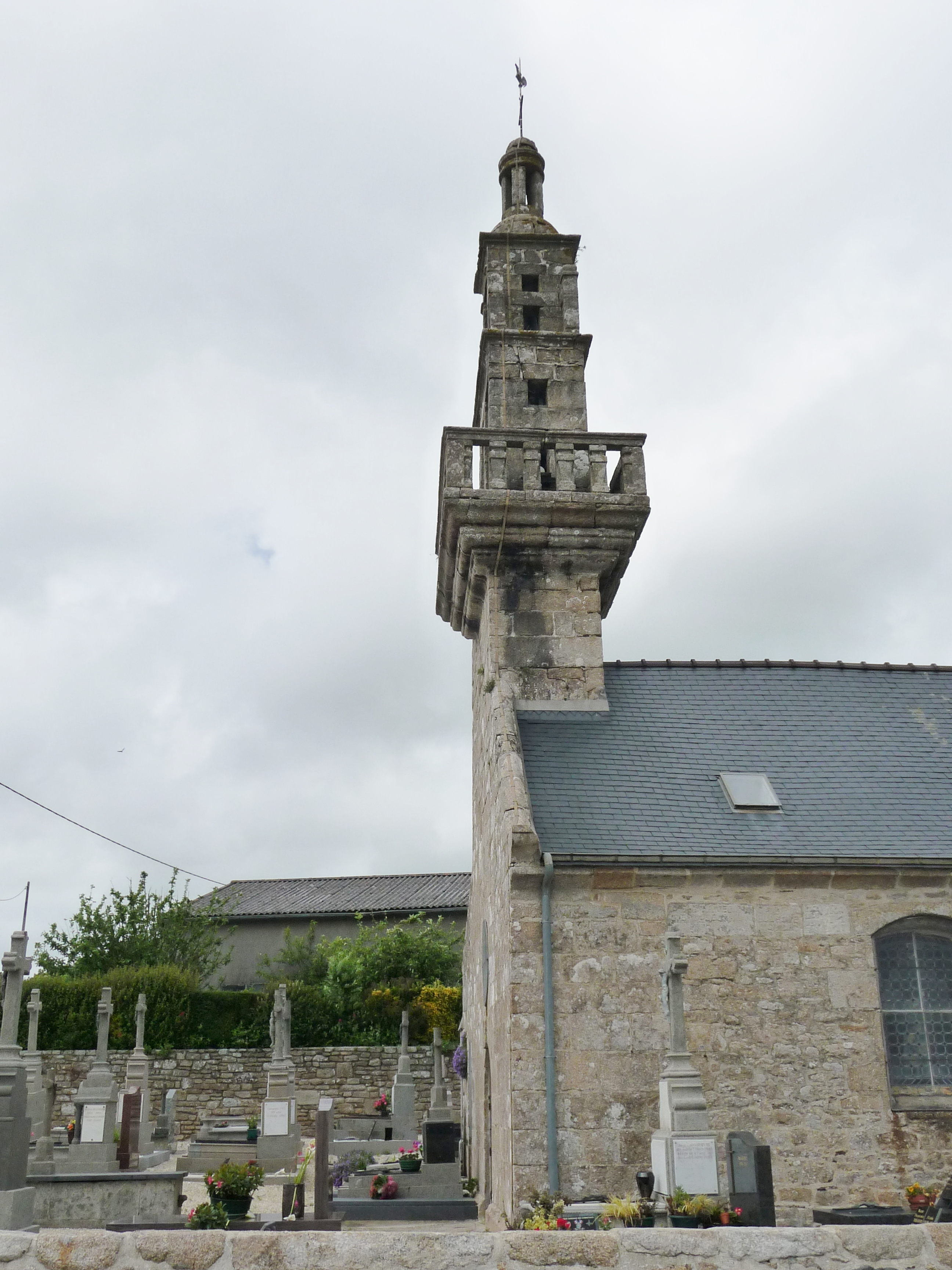
Loc-Brévalaire : le clocher de l'église paroissiale.
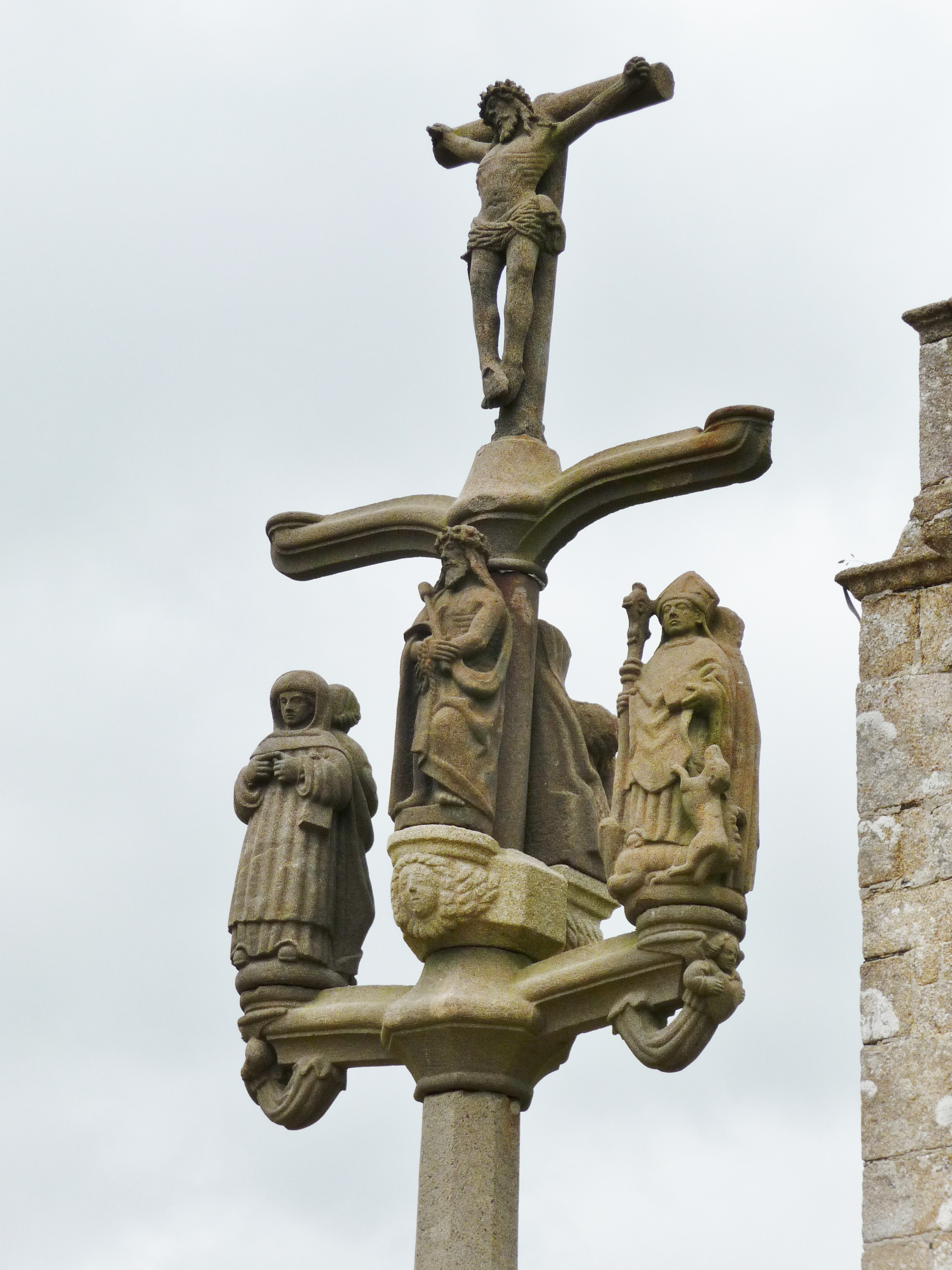
Loc-Brévalaire : le calvaire de l'enclos paroissial, partie sommitale 1.
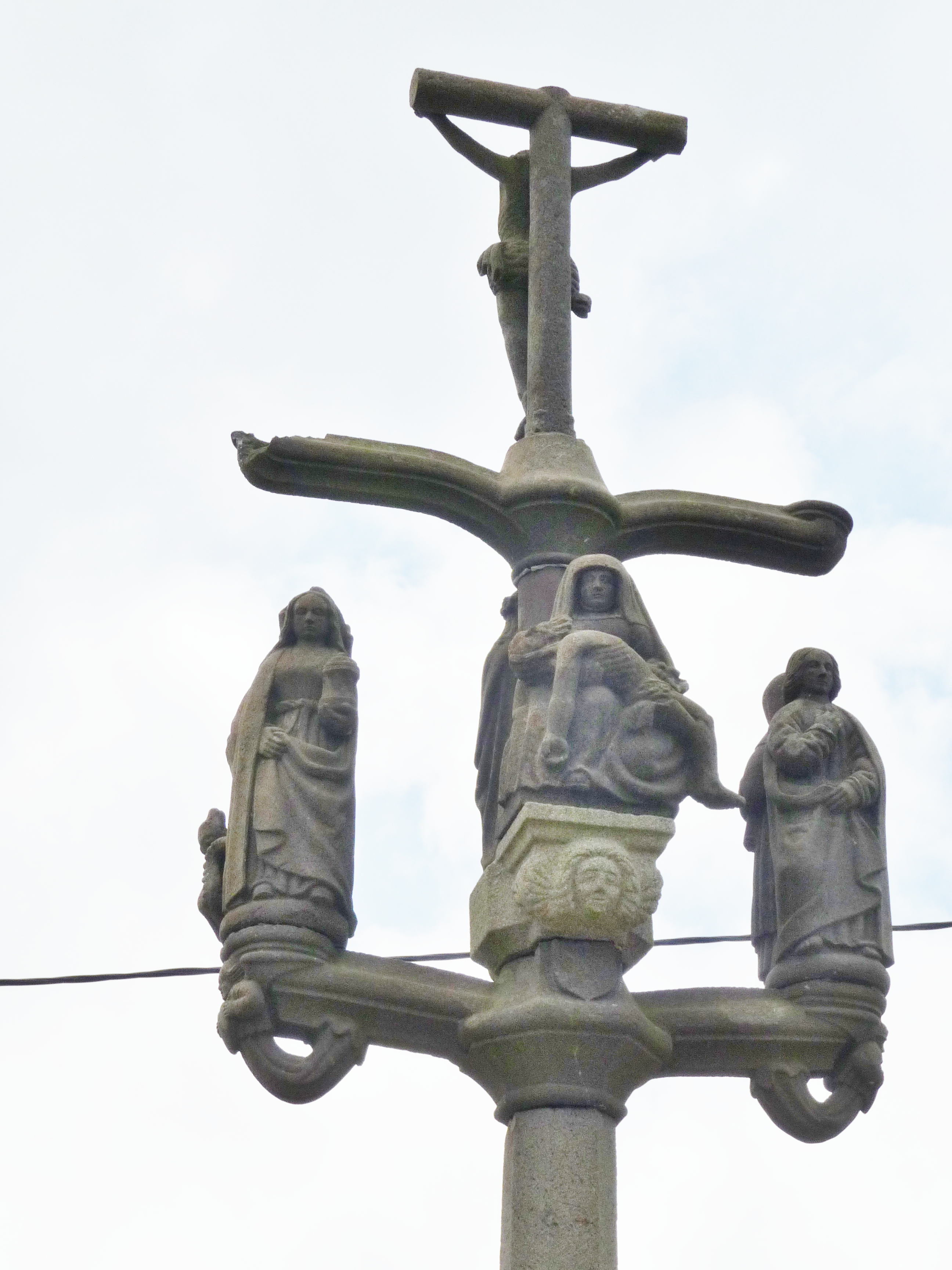
Loc-Brévalaire : le calvaire de l'enclos paroissial, partie sommitale 2.
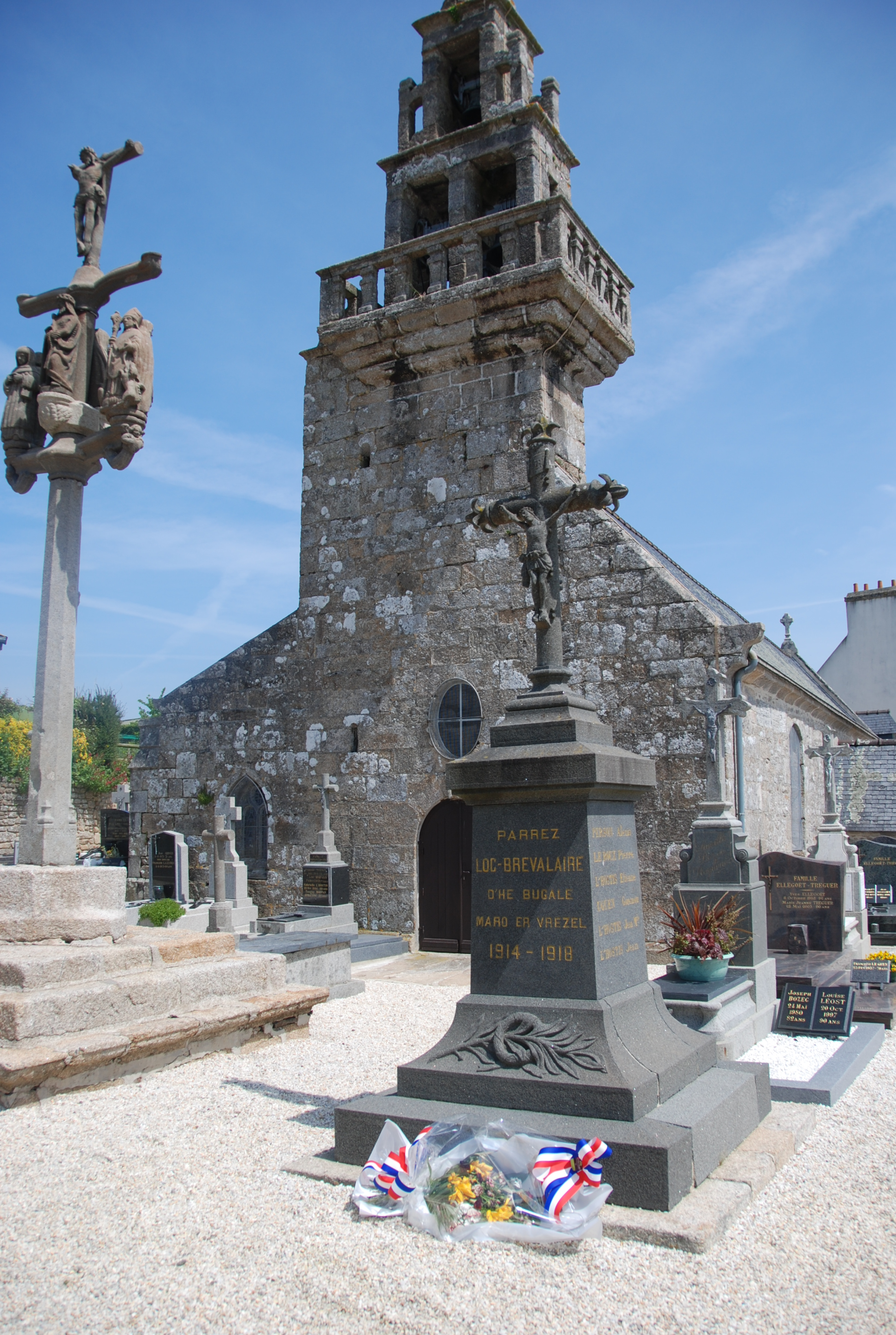
Loc-Brévalaire : église, calvaire et monument aux morts.
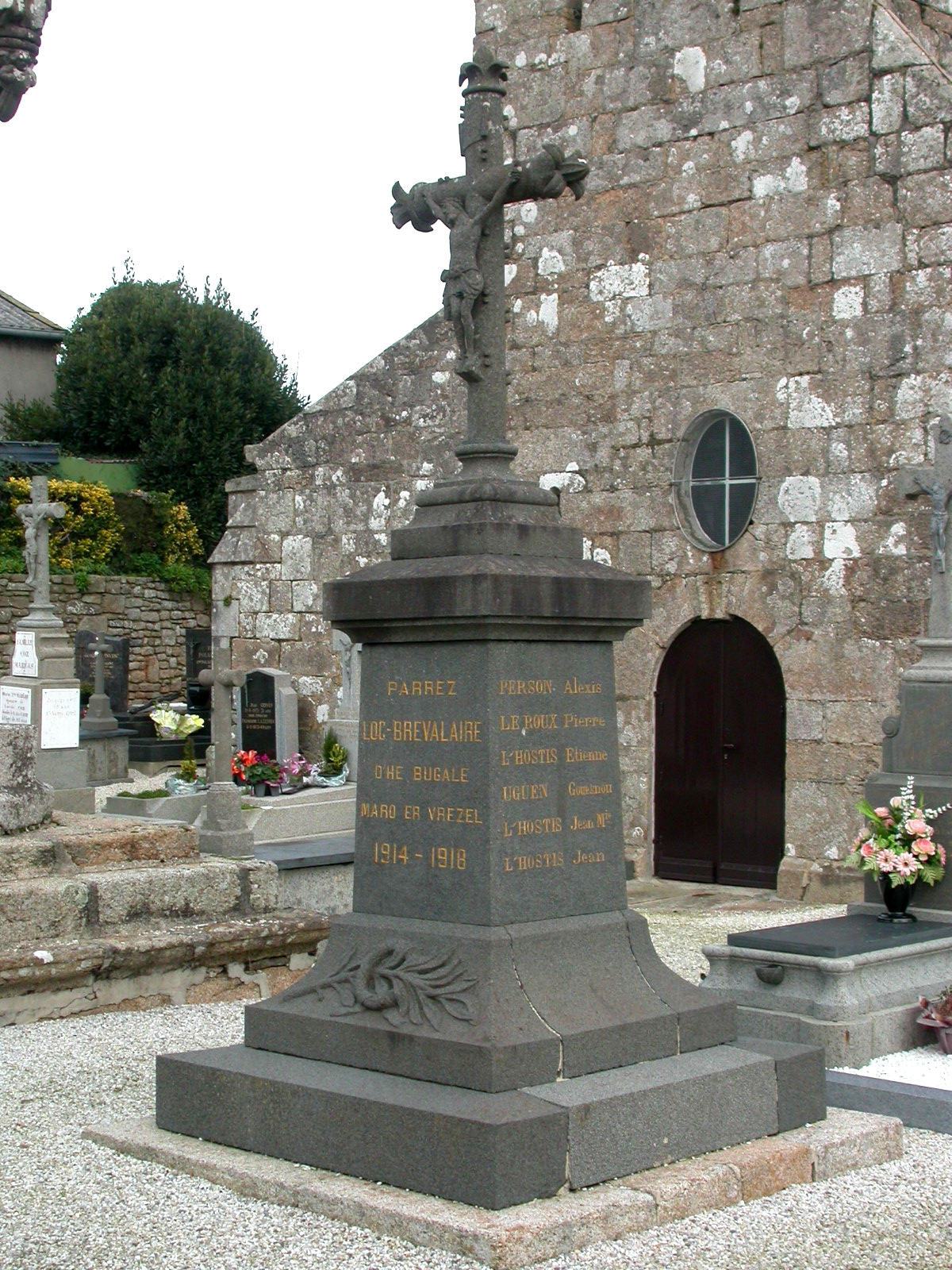
Loc-Brévalaire : le monument aux morts de 1914-1918.